# Suphis intermedius
Suphis intermedius är en skalbaggsart som beskrevs av Régimbart 1903. Suphis intermedius ingår i släktet Suphis och familjen grävdykare. Inga underarter finns listade i Catalogue of Life.